# Pedioplanis burchelli
Pedioplanis burchelli är en ödleart som beskrevs av  Duméril och BIBRON 1839. Pedioplanis burchelli ingår i släktet Pedioplanis och familjen lacertider. Inga underarter finns listade i Catalogue of Life.